# Callidium violaceipenne
Callidium violaceipenne är en skalbaggsart som beskrevs av Linsley och Chemsak 1963. Callidium violaceipenne ingår i släktet Callidium och familjen långhorningar. Inga underarter finns listade.